# Ed Gilbert
Edmund Ed Francis Gilbert, född Edmund Francis Giesbert, 29 juni 1931, död 8 maj 1999, var en amerikansk skådespelare och entomolog.

## Skådespelarkarriär
En av hans mest minnesvärda roller var rösten till Baloo i Disneys animerade TV-serie Luftens hjältar.Har även medverkat i TV-serierna G.I. Joe: A Real American Hero från 1985 och 1989.

## Entomologi
Under sitt födelsenamn, Edmund Francis Giesbert, Studerade han också skalbaggar och beskrev ett antal skalbaggarter och släkten, speciellt i familjen Långhorningar, Cerambycidae, exempelvis Linsleychroma och Linsleychroma monnei.[källa behövs] Auktorsnamnet Giesbert kan användas för Ed Gilbert i samband med ett vetenskapligt namn inom zoologin; se Wikipedia-artiklar som länkar till auktorsnamnet.